# Deserter's Songs
Deserter's Songs è il quarto album della rock band statunitense Mercury Rev, pubblicato nel 1998.
È stato il maggior successo commerciale della band, soprattutto in Europa, nonché uno dei suoi lavori più apprezzati dalla critica. Il sound del disco è caratterizzato dall'uso sistematico di strumenti tipici del Jazz (il sassofono in Hudson Line, ad esempio) e della musica classica, in aggiunta a quelli tradizionali del rock. Per la registrazione della traccia nascosta alla fine di Delta Sun Bottleneck Stomp, venne usato uno strumento brevettato dagli stessi membri della band, denominato "Tettix Wave Accumulator".

## Tracce
Tutti i brani sono dei Mercury Rev, eccetto dove indicato.
1. Holes – 5:55
2. Tonite It Shows – 3:40
3. Endlessly – 4:25
4. I Collect Coins – 1:27
5. Opus 40 – 5:10
6. Hudson Line – 2:54
7. The Happy End (The Drunk Room) – 2:06
8. Goddess on a Hiway – 3:45 (Jonathan Donahue)
9. The Funny Bird – 5:51
10. Pick Up If You're There – 3:05
11. Delta Sun Bottleneck Stomp – 6:17

## Formazione

### Gruppo
- Jonathan Donahue – voce, chitarra acustica
- Grasshopper – chitarra, voce in Hudson Line
- Dave Fridmann – pianoforte, basso, Mellotron
- Suzanne Thorpe – flauto
- Jimy Chambers – batteria, clarinetto, clavicembalo
- Adam Synder – organo Hammond, Mellotron, Wurlitzer

### Altri musicisti
- Levon Helm - batteria in Opus 40
- Garth Hudson - sassofono in Hudson Line
- Amy Helm - voce
- Mary Spinosa - voce
- Mary Gavazzi Fridmann - soprano
- Jeff Mercel - batteria
- Joel Eckhouse - Sega
- Rachel Handman - violino
- Matt Jordan - corno
- Jim Burgess - trombone
- Aaron Hurwitz - pianoforte
- Scott Petito - basso, contrabbasso
- Garrett Uhlenbrock - steel guitar